# Almirante-Lynch-Klasse
Die sechs Zerstörer der Almirante-Lynch-Klasse wurden ab 1911 von J. Samuel White für die chilenische Marine gebaut. Die nach einem Entwurf von J. Samuel White gebauten Großzerstörer waren deutlich größer und schwerer bewaffnet als zeitgleich gebaute britische Zerstörer.
Nur zwei Boote konnten vor dem Ausbruch des Ersten Weltkrieges nach Chile ausgeliefert werden, wo sie bis 1945 im Dienst blieben. Die übrigen vier Boote wurden 1914 von den Briten angekauft und als Faulknor-Klasse von der Royal Navy im Ersten Weltkrieg als Flottillenführer eingesetzt. Die Tipperary ging in der Skagerrakschlacht verloren. Die drei verbliebenen Boote wurden von Chile zurückgekauft und 1920 überführt. Diese im Krieg stark genutzten Boote wurden schon 1933 ausgesondert.

## Baugeschichte
Die neue Zerstörerklasse wurde nach dem Admiral Patricio Lynch, einem chilenischen Seehelden des Salpeterkrieges benannt. Die beiden ersten Schiffe erhielten die Namen der ersten modernen chilenischen Torpedokanonenboote (siehe Almirante Lynch).
Alle Boote hatten vier Schornsteine, von denen der vordere etwas höher und dünn war. Die anderen drei waren kürzer und breit. Die ursprüngliche Bewaffnung der Boote bestand aus sechs einzelnen 102-mm-Geschützen, von denen zwei auf dem Vorschiff nebeneinander standen und zwei an den Seiten etwas hinter dem Brückenhaus. Dazu nochmals zwei Geschütze nebeneinander nahe dem Heck. Die Geschütze waren eine Neuentwicklung der Armstrong-Whitworth-Waffenfirma Elswick für Chile. Dazu kamen sechs Torpedorohre und vier Maschinengewehre.
Als die in Großbritannien verbliebenen Schiffe zum Ende des Krieges umbewaffnet wurden, erhielten sie neue Geschütze in Standardausführungen der Navy. Die beiden dann eingebauten 120-mm-Geschütze wurden einzeln zum einen für das Vorderdeckspaar auf dem Vorschiff und zum anderen für das Heckpaar auf einer Plattform zwischen den beiden letzten Schornsteine aufgestellt, die beiden 102-mm-Geschütze nahe der Brücke blieben auf ihren Positionen.
Bei Kriegsende hatte die Botha vier einzelne Torpedorohre, während die beiden englischen Schwestern über zwei Zwillingsrohrsätze verfügten. Dazu kamen auf diesen drei Booten noch zwei
2-pounder-Luftabwehrgeschütze.

## Einsatzgeschichte in der Royal Navy
Die als erstes Boot im August 1914 in den Dienst gekommene Faulknor wurde Ende des Jahres Flottillenführer der 4. Zerstörerflottille bei der Grand Fleet für Swift, die sich als Führerschiff der Zerstörer der Acasta-Klasse nicht bewährt hatte. 1916 übernahm das Schwesterboot Tipperary die Aufgaben des Flottillenführers.

### Einsatz in der Skagerrakschlacht

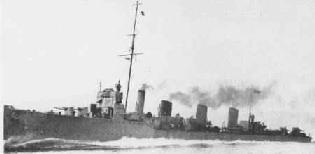
Der Flottillenführer Broke

Die Tipperary unter Captain C. J. Wintour führte den Hauptteil der 4. Zerstörerflottille am Abend nach Süden. Kurz nach Mitternacht wurden auf der Garland, dem vierten der zwölf Boote, drei sich nähernde Schiffe entdeckt. Captain Wintour konnte die Schiffe nicht identifizieren und forderte ein Erkennungssignal. Die auf fast 500 m herangekommenen Kleinen Kreuzer Stuttgart, Hamburg, Rostock und Elbing eröffneten darauf das Feuer. Auch die Linienschiffe Westfalen und Nassau griffen mit ihrer Mittelartillerie in das Gefecht ein. Die 4. Flottille war auf die Spitze der deutschen Hochseeflotte gestoßen, die hinter der britischen Flotte vorbeilaufen wollte.
Die vorderen Boote Tipperary, Spitfire, Sparrowhawk, Garland, Contest und Broke griffen sofort mit Torpedos an. Bei der Nähe der Schiffe zueinander war der Einsatz der Torpedos schwierig. Unsicherheit bestand, wer wen traf. Die Elbing erhielt in dieser Phase wohl einen Torpedotreffer, der ihre Manövrierfähigkeit herabsetzte, was mit zur Kollision mit dem Schlachtschiff Posen beitrug. Ihre Schäden führten später zur Aufgabe des Schiffes.
Tipperary wurde von den 15-cm-Geschützen der Mittelartillerie der Westfalen am 1. Juni gegen 0:35 Uhr getroffen, geriet in Brand und blieb liegen. Sie sank erst um 2:45 Uhr. 185 Mann ihrer 197-köpfigen Besatzung ließen ihr Leben. Die letzte Restbesatzung der Elbing, die selbst um 4:40 Uhr aufgegeben werden musste, rettete mit ihrem Kutter noch im Wasser treibende Überlebende der Tipperary.
Die übrigen Boote der 4. Flottille sammelten sich hinter der Broke unter Commander Walter Allen, der das Kommando übernahm. Sie stießen wieder auf die Westfalen, die ein Erkennungssignal schoss und die Zerstörer mit ihren Scheinwerfern ausleuchtete. Broke versuchte einen Torpedoangriff, aber die Distanz war zu kurz und sie wurde sofort getroffen. Es fielen 47 Mann, alle Geschütze fielen aus und der Tod des Steuermanns ließ sie im Kreis laufen, so dass sie die Sparrowhawk rammte. Drei Mann der Sparrowhawk wurden durch die Wucht des Aufpralls auf die Broke geschleudert. Beide Kommandanten gingen vom Verlust ihres Schiffes aus und ordneten die Räumung auf das andere Schiff an, so dass beide Besatzungen sich vermischten. In diesem Moment lief die Contest in das Heck der Sparrowhawk. Die Contest hatte allerdings nur geringe Schäden und schloss sich den kämpfenden Booten wieder an.

Broke und Sparrowhawk blieben fast eine halbe Stunde ineinander verkeilt, ehe Broke wieder freikam und mit zusätzlich 30 Mann der Sparrowhawk den Rückmarsch antrat, obwohl ihr Bug nahezu abgetrennt war. Am dritten Tag nach der Schlacht lief sie in den Tyne ein.

Die Sparrowhawk wurde nach vergeblichen Abschleppversuchen versenkt.
Die 12. Zerstörerflottille unter Captain Stirling auf der Faulknor war wegen eines Schadens auf der Marlborough zurückgefallen. Die Flottille bestand aus dreizehn Zerstörern der 'M'-Klasse, der Faulknor und dem weiteren Flottillenführer Marksman. Gegen 2:43 Uhr sichtete Obedient Schiffe auf Ostsüdost-Kurs in der langsam einsetzenden Dämmerung. Die nicht identifizierten Schiffe gaben falsche Erkennungssignale und der Angriff auf deutsche Schlachtschiffe und alte Linienschiffe begann bei fast idealen Bedingungen. Das Linienschiff Pommern wurde von einem Torpedo getroffen. Sechs Zerstörer feuerten 17 Torpedos auf die deutsche Schiffe, ehe deren Artilleriefeuer die übrigen Zerstörer vertrieb. Stirling versuchte über das Gefecht zu berichten und setzte drei Meldungen ab, aber keine erreichte den britischen Oberbefehlshaber Jellicoe. Hätten ihn die Meldungen erreicht, hätte Jellicoe wenden und die Hochseeflotte noch vor ab 4:30 Uhr und ihrem Einlaufen in den Schutz der deutschen Minenfelder erreichen können.
Gegen 4:10 Uhr am Morgen des 1. Juni wurde die Pommern von der Onslaught getroffen, vielleicht auch noch von einem zweiten Torpedo. Der Treffer explodierte in einem der 17-cm-Magazine des Linienschiffes und verursachte eine gewaltige Explosion, die das Schiff zerbrach. Die Pommern kenterte; nur das Heckteil schwamm noch fast 20 Minuten und die Schrauben drehten leer. Die Pommern sank mit der gesamten Besatzung von 839 Offiziere und Mannschaften.

### Weitere Gefechte
Am 21. April 1917 stieß die zur Dover Patrol versetzte Broke unter Edward Evans mit der Swift auf einer nächtlichen Patrouillenfahrt nahe der Goodwin Sands auf sechs deutsche Torpedoboote, die zuvor Dover beschossen hatten. In dem unübersichtlichen Nachtgefecht torpedierte die Swift das deutsche G 85 (83 Tote) und die Broke rammte das von Bernd von Arnim befehligte G 42 und verkeilte sich in diesem. Schließlich kam die Broke schwer beschädigt wieder frei und musste manövrierunfähig eingeschleppt werden. Der Kontrahent G 42 sank mit 36 Toten. Swift wurde leichter beschädigt. Die vier anderen deutschen Torpedoboote konnten ohne Verluste zu ihrer Basis zurücklaufen.
In der Nacht zum 21. März 1918 versuchten sechs große deutsche Torpedoboote und vier kleine der „A-Klasse“, die Küste zwischen Dünkirchen und Nieuwpoort zu beschießen. Sie trafen schon im Anmarsch auf eine Vielzahl alliierter Schiffe. In dem sich entwickelnden unübersichtlichen Nachtgefecht rammte und versenkte die Botha das Torpedoboot A 19, wurde aber vom hinzukommenden französischen Zerstörer Capitaine Mehl irrtümlich torpediert, der noch A 7 versenkte.
An den Versuchen, die deutschen Basen in Flandern durch alte Kreuzer zu blockieren, nahmen die einsatzbereiten Zerstörer der Faulknor-Klasse teil. Am Angriff auf Zeebrugge in der Nacht zum 24. April 1918 war die Broke unter Bertram Ramsay beteiligt, während die Faulknor Teil der „Inshore Squadron“ des in derselben Nacht stattfindenden Ersten Raids auf Ostende war. In der Nacht zum 10. Mai 1918 befehligte Lynes auf der Faulknor die acht Zerstörer, die beim zweiten Angriff auf Ostende eingesetzt wurden, zu denen auch die Broke unter Ramsay gehörte, auf der ein Seemann starb.

### Verbleib der britischen Schiffe
Bei Kriegsende war die Faulknor wieder Flottillenführer der 4. Flottille jetzt in Devonport, Broke Führer der 6. Flottille in Dover und Botha Führer der 21. Flottille ebenfalls in Dover.
Im April 1920 wurden die drei Zerstörer an den ursprünglichen Auftraggeber wieder verkauft. Wegen ihrer von den Ursprungsbooten abweichenden Bewaffnung wurden sie dann auch als Almirante-Williams-Klasse bezeichnet.

## Dienst in Chile
Im Winter 1913 auf 1914 wurden die beiden ersten der bei Samuel White in Cowes bestellten Zerstörer nach Chile ausgeliefert, die Namen der ersten Torpedokanonenboote der chilenischen Flotte Almirante Lynch und Almirante Condell erhielten. Diese wurden in Tomás (ex Almirante Lynch) und Talcahuano (ex Almirante Condell) umbenannt. Sie blieben unter ihren neuen Namen vorerst weiter im Dienst. Durch den Ausbruch des Ersten Weltkriegs und den Verkauf der noch im Bau befindlichen vier weiteren Zerstörer blieben die alten Boote bis zum Juni 1919 im Dienst.
Bei Kriegsende waren die Chilenen nicht an den älteren, überzähligen Schiffen interessiert, welche die Briten ihnen verkaufen wollten, sondern bestanden auf ihren relativ modernen Vorkriegsbestellungen. Am Ende erwarb Chile im April 1920 die Canada, die drei verbliebenen Zerstörer der vor dem Krieg bestellten Faulknor-Klasse und einen Schlepper. Die fünf Schiffe kosteten zusammen weniger als ein Drittel des Preises, den Chile 1914 für die Almirante Latorre zahlen wollte. Canada erhielt wieder den alten Namen Almirante Williams und wurde am 27. November 1920 an Chile übergeben. Am selben Tag verließ sie Plymouth mit den beiden Zerstörern Almirante Riveros (ex Faulknor, ursprünglich Almirante Simpson) und Almirante Uribe (ex Botha, ursprünglich Almirante Goñi) unter dem Kommando von Vizeadmiral Luis Gómez Carreño. Am 20. Februar 1921 traf der Verband in Chile ein und machte Chile zur stärksten Seemacht an der südamerikanischen Westküste.

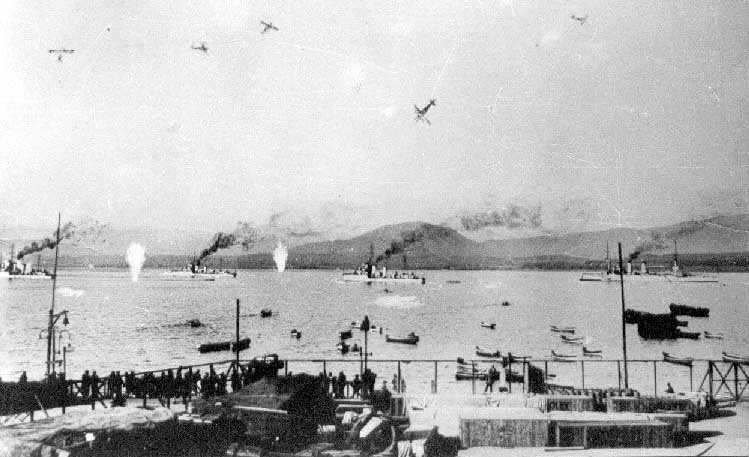
Die Bombardierung von Coquimbo (retuschiert?)

Die Wirtschaftskrise der 1920er-Jahre machte den Unterhalt einer großen Marine jedoch schwierig. 1931 kürzte die Regierung die Besoldung der Matrosen um 30 %, worauf am 31. August 1931 eine Meuterei ausbrach, die fast alle Schiffe der Marine erfasste. Ausgangspunkt war in Coquimbo die nach ihrer Überholung aus Europa zurückgekehrte Almirante Latorre, die sich noch in der Ausbildung befand. Auch das Flaggschiff der Flotte, der Panzerkreuzer O’Higgins, sieben Zerstörern und einige U-Booten waren beteiligt. Die Almirante Lynch als Teil des Ausbildungsverbandes der Flotte schloss sich in Coquimbo der Meuterei an. Die Almirante Riveros gehörte zu dem dann ebenfalls meuternden Südverband der Flotte in Talcahuano. Armee und Luftwaffe blieben regierungstreu. Die Armee beschoss die Meuterer in Talcahuano. Die als Sicherungsschiff eingesetzte Almirante Riveros wurde dabei mehrfach getroffen und lief dann zur Isla Quiriquina, wo sie ihre Toten und Verletzten an Land gab. Die Luftwaffe (Fuerza Aérea de Chile), die den Befehl hatte, einen Zusammenschluss der Meuterer aus den verschiedenen Standorten zu verhindern, griff die auf der Reede von Coquimbo liegenden Schiffe erfolglos an. Am 7. September liefen die Meuterer nach Valparaíso und ergaben sich kampf- und bedingungslos.
In den folgenden Jahren reduzierte Chile den Bestand seiner Flotte aus Kostengründen erheblich. 1933 wurden die ziemlich verbrauchten Boote der Faulknor-Klasse aus der Flottenliste gestrichen. Wann der tatsächliche Abbruch der Boote erfolgte, ist nicht eindeutig belegt. Die Almirante Riveros (ex Faulknor) wurde am 10. April 1939 als Zielschiff von der Almirante Latorre versenkt. Die beiden älteren Boote blieben bis zum 19. Dezember 1945 auf der Flottenliste. Der Abbruch des Typschiffes der Serie, der Almirante Lynch, soll erst 1955 erfolgt sein.

## Die Boote
- Almirante Lynch – gebaut bei J. Samuel White, Cowes, vom Stapel am 28. September 1912, 1913 in Chile, 1450 ts, am 29. Dezember 1945 außer Dienst gestellt
- Almirante Condell – gebaut bei J. Samuel White, Cowes, vom Stapel am 28. September 1912, Januar 1914 in Chile, 1450 ts, am 29. Dezember 1945 außer Dienst gestellt
- Faulknor ex Almirante Simpson – gebaut bei J. Samuel White, Cowes, vom Stapel am 26. Februar 1914, 1694 ts, 24. August 1914 in Dienst der Royal Navy, am 27. November 1920 als Almirante Riveros mit dem Schlachtschiff Almirante Latorre nach Chile, benannt nach dem chilenischen Konteradmiral Galvarino Riveros Cárdenas (1819–1892), 1933 gestrichen, 1939 als Zielschiff versenkt
- Broke ex Almirante Goni – gebaut bei J. Samuel White, Cowes, vom Stapel am 25. Mai 1914, 1704 ts, 1914 in Dienst der Royal Navy, 47 Tote in der Skagerrakschlacht, 21 Tote am 21. April 1917 vor Dover, am 27. November 1920 als Almirante Uribe mit dem Schlachtschiff Almirante Latorre nach Chile, benannt nach dem chilenischen Vizeadmiral Luis Uribe Orrego (1847–1914), 1933 gestrichen,
- Botha ex Almirante Williams Rebolledo – gebaut bei J. Samuel White, Cowes, vom Stapel am 2. Dezember 1914, 1742 ts, 1915 in Dienst der Royal Navy, 13 Tote am 21. März 1918 vor Flandern, 1920 als Almirante Williams nach Chile, benannt nach dem chilenischen Vizeadmiral Juan Williams Rebolledo (1825–1910), 1933 gestrichen,
- Tipperary ex Almirante Simpson – gebaut bei J. Samuel White, Cowes, vom Stapel am 5. März 1915, 1573 ts, 1916 in Dienst der Royal Navy, am 31. März 1916 in der Skagerrakschlacht durch Westfalen versenkt, 184 Tote